# Isfestivalen
Isfestivalen var en kulturfestival i Stadsträdgården i Uppsala. Under festivalen ställdes flera isskulpturer av is från Torne älv ut i parken och andra platser i staden. Festivalen genomfördes under vintern 2011 och 2013 i samarbete med Uppsala kommun och Ishotellet i Jukkasjärvi. År 2011 beräknade kommunen antalet besökare till cirka 40.000 personer, en siffra som ökade till cirka 50.000 personer år 2013.
Vikingarännet ingick under dessa år som en del av festivalen.
Några av de konstnärer som deltagit och skapat skulpturer är Hanna Beling, Lena Kriström, Kent Wahlbeck och Kristina Jansson.
I februari 2016 arrangerades en ny typ av isfestival kallad Tusen vintrar.